# Spaltenvulkan

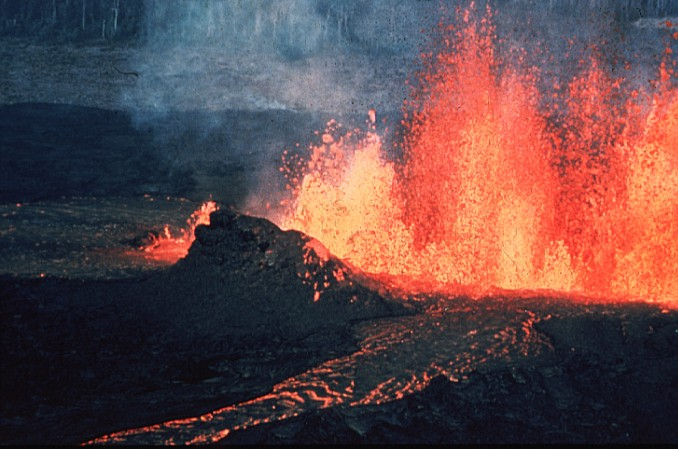
Spalteneruption

Ein Spaltenvulkan ist eine Art von Vulkan.
Auch ein Zentralvulkan besitzt oft ein Spaltensystem, wie z. B. bei Krafla in Island nachweisbar.
Ein Spaltenvulkan hat hingegen (ggf. noch) keinen zentralen röhrenförmigen Förderschlot. Stattdessen fließt die Lava aus einer länglichen Spalte, wodurch oft ein Bergrücken mit weitflächigen Lavafeldern entsteht. Es kann sich aber ebenso gut um entstehende Kraterreihen handeln.
Spaltenvulkane können zum Beispiel mit Schildvulkanen verbundene Spalten darstellen, wie etwa auf Reykjanesskagi, oder auch eigenständig sein, wie beim Alu in Äthiopien oder beim Mount Tarawera in Neuseeland. Sie können auch in Grabenbrüchen auftreten wie der Ardoukoba in Dschibuti.